# Idaea rufobrunaria
Idaea rufobrunaria là một loài bướm đêm trong họ Geometridae.